# Ennevelin

Ennevelin este o comună în departamentul Nord, Franța. În 1 ianuarie 2022 avea o populație de 2.417 de locuitori.